# 巴特亨宁根
巴特亨宁根（德語：Bad Hönningen，發音：[baːt ˈhœnɪŋən] ⓘ）是德国莱茵兰-普法尔茨州新维德县的城市，面积20.09平方千米，2023年12月31日人口为6,173人。